# Le verità negate
Le verità negate (Irresistible) è un film australiano del 2006 diretto da Ann Turner.
Con Susan Sarandon e Sam Neill, è uscito in Australia il 12 ottobre 2006, negli USA il 18 aprile 2006 e in Italia l'11 maggio 2007.

## Trama
Sophie Hartley, disegnatrice e fotografa, è una donna stressata dalla morte della madre e dal troppo lavoro, che non le permette di dedicare molta attenzione al marito Craig e alle figlie Ruby e Elly.
Una sera Craig fa conoscere a Sophie la sua nuova segretaria, Mara, una donna giovane con la quale inizialmente entra in simpatia, ma ben presto comincia a sospettare che la ragazza voglia rubarle vita, marito e figlie. Decide così di pedinarla, arrivando anche ad entrare in casa sua, ma viene sorpresa e condannata dal giudice a mantenersi a debita distanza da lei. Ma fatti strani avvengono in casa di Sophie: spariscono oggetti, abiti, e persino il gatto di casa. Sophie va nuovamente in casa di Mara, ma quando la ragazza entra, Sophie si nasconde nella cantina e viene bloccata senza essere scoperta. Tra gli oggetti di Mara nella cantina, vi sono dei documenti che sembrano certificare che la ragazza sia in realtà sua figlia, avuta in giovanissima età e che ha dovuto abbandonare in un orfanotrofio.
Sophie quindi crede di avere a che fare con la figlia; Mara la sorprende nella cantina e dà fuoco alla casa; Sophie riesce a salvarsi ma Mara cade accidentalmente tra le fiamme ma viene salvata da Sophie segnando una riappacificazione tra le due donne per poi essere ricoverate all'ospedale. Dimessa dall'ospedale, Mara ripensa alla sua amicizia con Kate, la sua migliore amica morta in giovane età in Kosovo, e compone una foto sua con quella di Sophie con la didascalia "io e mamma". Da ciò si intende che la figlia di Sophie non è Mara ma Kate e che ora Mara vuole sostituire.

## Riconoscimenti
- 2007 - Australian Screen Sound Guild
  - Candidatura alla miglior colonna sonora dell'anno